# Passe de poitrine

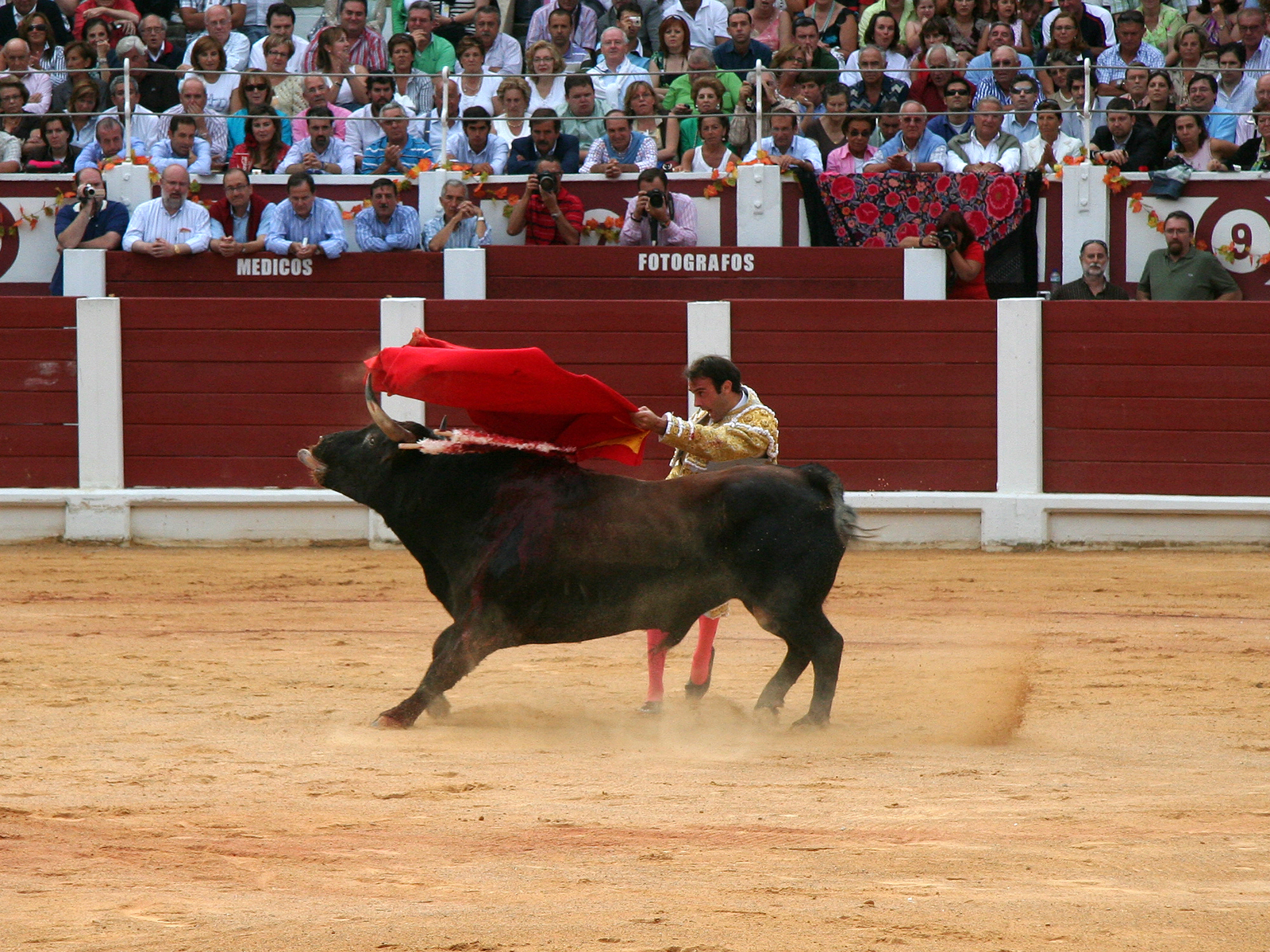
Passe de poitrine réalisée par Enrique Ponce.

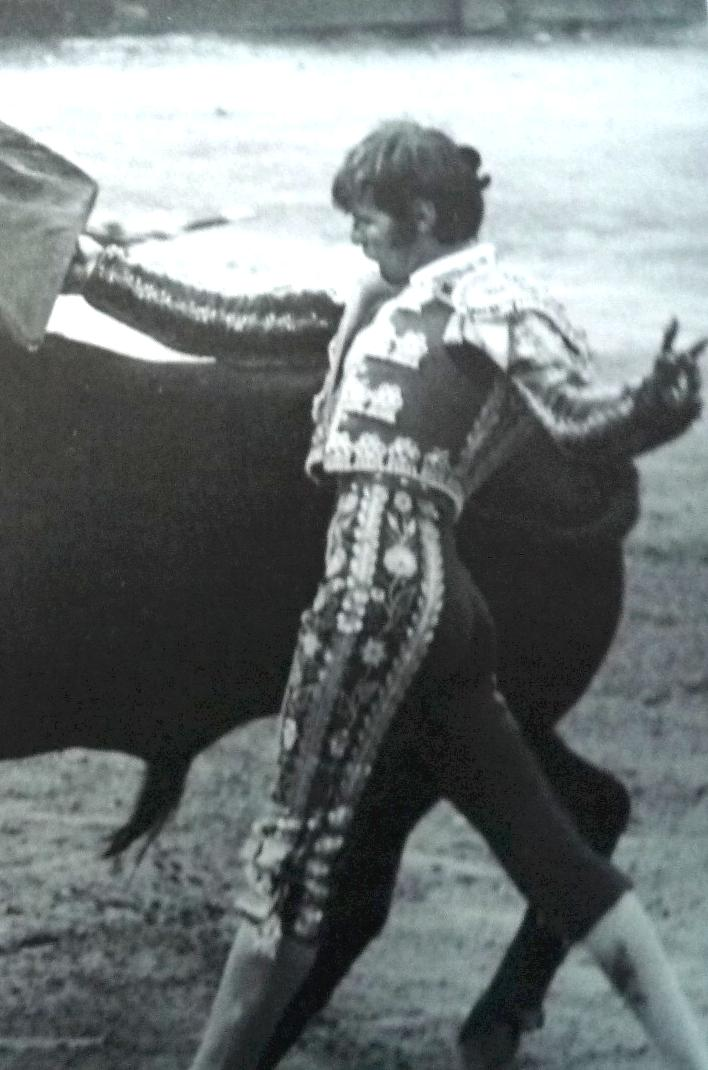
Passe de poitrine (de la droite) réalisée par El Cordobés.

Dans le monde de la tauromachie, la passe de poitrine - ou « pase de pecho » - est une passe de muleta exécutée soit de la main droite, soit de la main gauche. Elle sert à achever une série de naturelles ou de derechazos. Elle est considérée comme fondamentale, et elle fait partie de la catégorie des remates.
Il en existe plusieurs variétés, mais en principe, la passe de poitrine est d'abord une passe de muleta de la gauche, même si certains toreros l'utilisent en série de la droite.

## Présentation

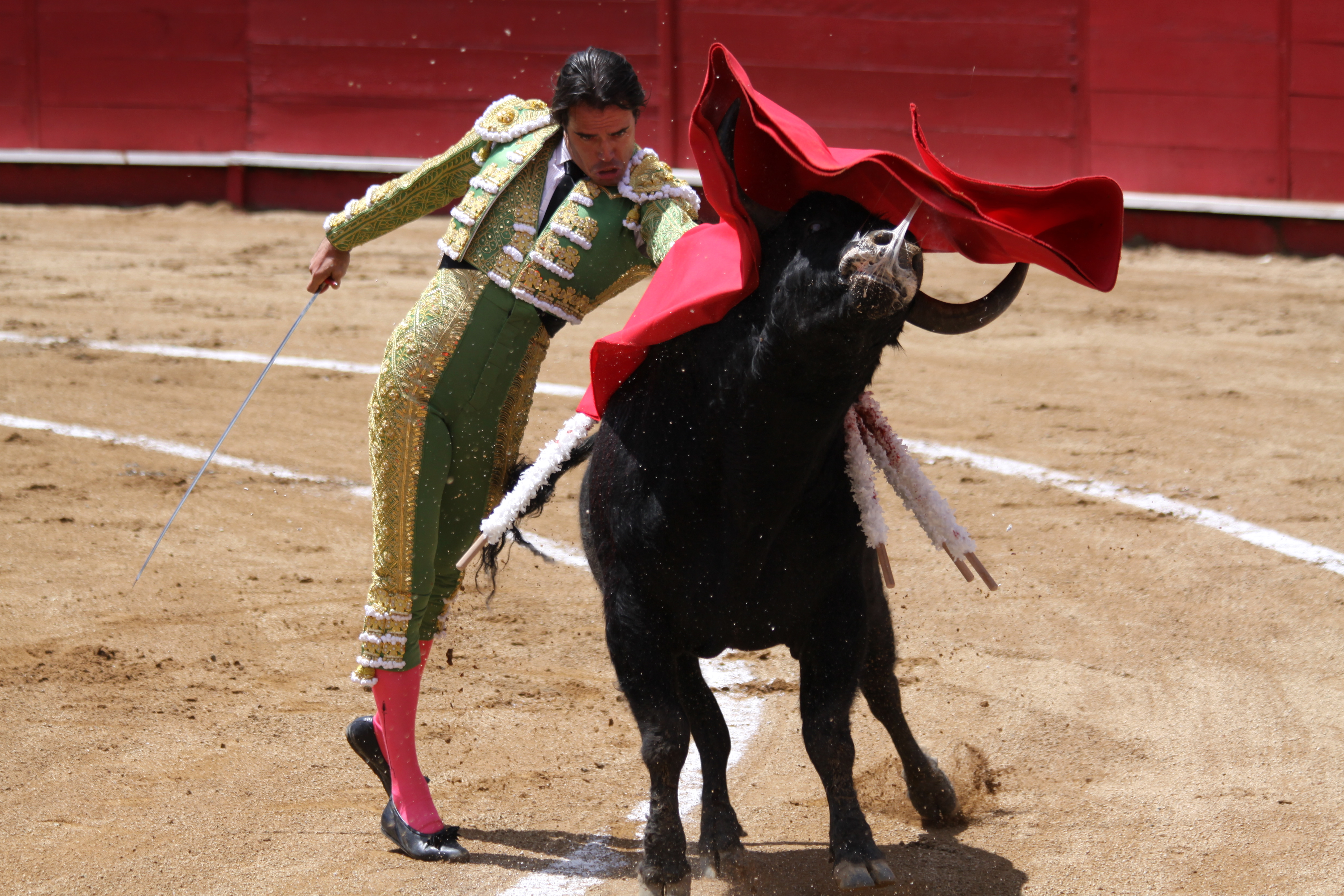
Passe de poitrine réalisée par José Ignacio Uceda Leal.

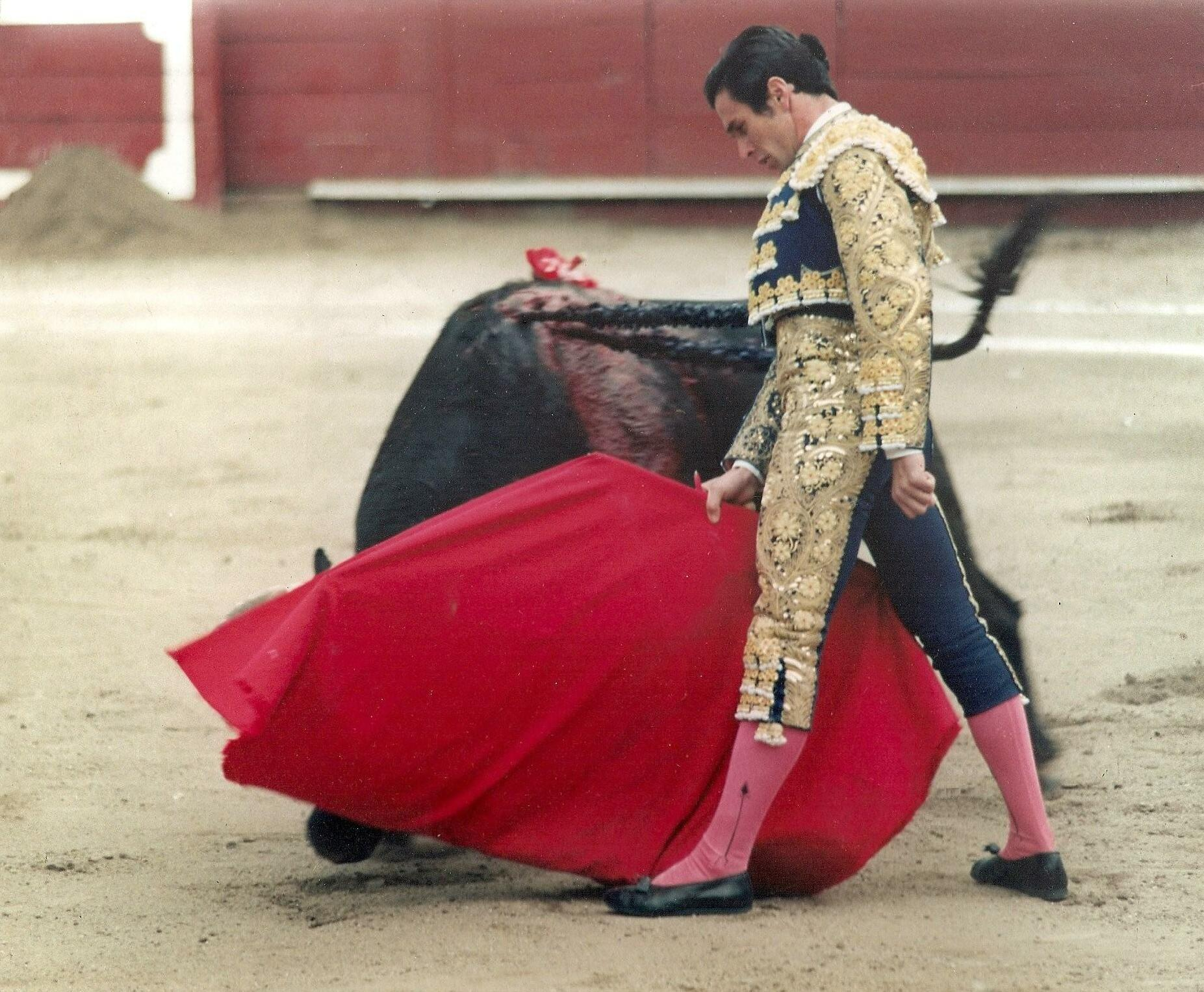
Joselito effectuant une variante de passe de poitrine

Le nom « passe de poitrine » vient de la courbe que décrit la corne du taureau autour de la poitrine du matador.
L’homme est placé de profil. Il reçoit la charge du taureau sur le flanc gauche et quand l’animal arrive sur l’étoffe, il élève la muleta au-dessus des cornes, pendant que tout le corps du taureau passe devant sa poitrine. La passe est dite  « changée » parce que le taureau  est cité d’un côté mais que sa sortie se fait de l’autre, aussi bien dans une passe de poitrine de la gauche que de la droite.
La passe est dite « forcée » lorsqu’à la suite d’une série de passes, le taureau se serre de plus en plus contre le matador,  l’obligeant à exécuter une passe de poitrine pour se libérer. 
La pase de pecho « préparée » est tout aussi élégante si elle est effectuée après une série de passes « en rond », au moment où le taureau, fatigué, semble vouloir arrêter sa charge. La passe de poitrine le « relance ».
Le matador peut parfois enchaîner des passes de poitrine fort élégantes en début de faena, ce qui est assez peu orthodoxe, sachant que la pase de pecho est d’abord une passe de remate (« fin », « arrêt »).
La même type de passe peut se donner à genoux.